# Einblutung

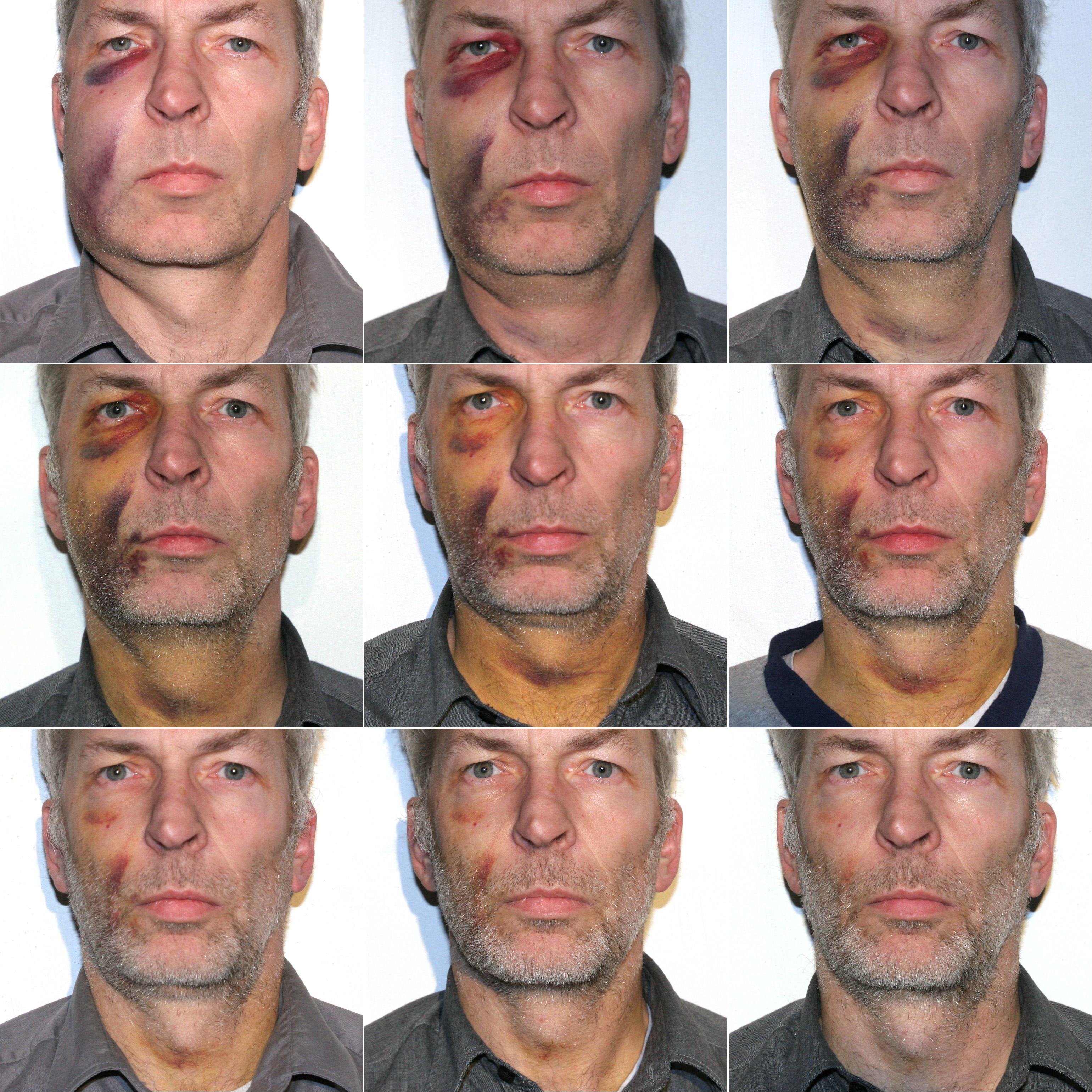
Einblutung und Ödem nach Weisheitszahn-OP. (Zeitlicher Verlauf)

Eine Einblutung ist eine Blutansammlung in einem Organ, Gewebe oder einer Körperhöhle.

## Arten von Einblutungen

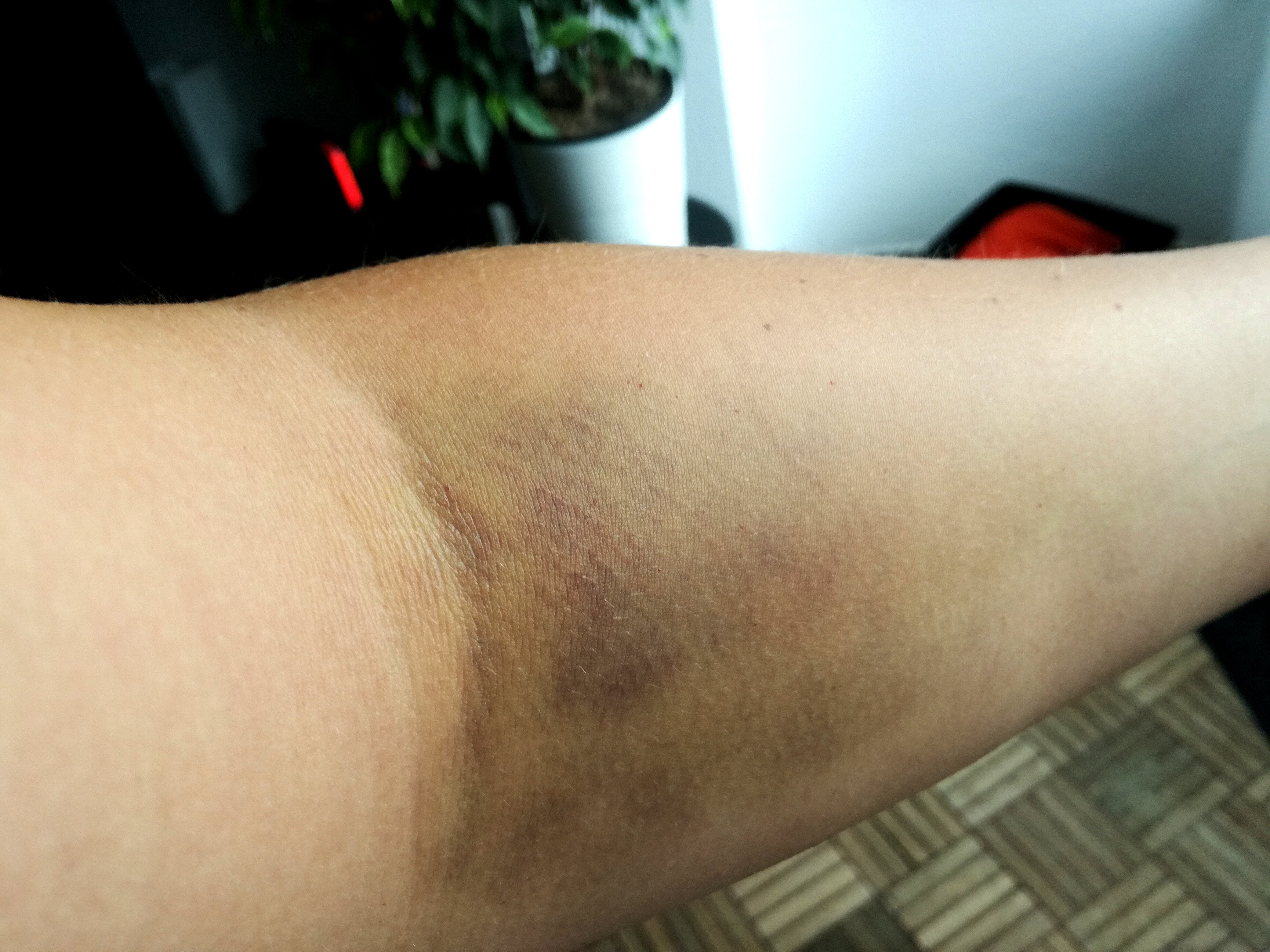
Große Einblutung im Hautgewebe (Purpura) des Armes.

### Einblutung in die Haut
Eine Einblutung in die Haut wird Purpura genannt. Wenn die Einblutung noch frisch ist, hat sie eine hellrote Farbe, nimmt aber wenn das Blut gerinnt, eine bläuliche bis violette Färbung an. Abhängig von Größe und Form der Einblutung werden mehrere Subtypen der Purpura unterschieden:
- Petechie: Nicht tastbare kleine Einblutung von weniger als einem Zentimeter Durchmesser.
- Ekchymose: Tastbare kleinflächige Einblutung von wenigen Zentimetern.
- Sugillation: Einblutung von mehreren Zentimetern Durchmesser, welche tastbar ist und vor allem bei Menschen mit Gerinnungsstörungen auftritt.
- Suffusion: Großflächige unscharf begrenzte Einblutung in die Haut und/oder die Unterhaut.
- Hämatom (auch Bluterguss): Einblutung in die Haut und/oder Unterhaut nach Trauma.
- Vibex: Selten vorkommende, streifenförmige Einblutung in die Haut.

Ausgelöst wird eine Purpura mit Ausnahme des Hämatoms meist nicht durch äußere Gewalteinwirkung, sondern eher durch Vorerkrankungen wie eine Gerinnungsstörung oder als Neben- oder Wechselwirkung von Medikamenten.

### Innere Blutung
Eine innere Blutung ist eine Form der Einblutung, bei der Blut in ein Organ oder eine Körperhöhle austritt und welche meist Folge eines schweren Traumas, selten auch die Folge einer chronischen Krankheit (z. B. Morbus Crohn) ist.
Eine innere Blutung kann je nach Lokalisation zu einer Hypovolämie, zum Schock und unbehandelt auch zum Tod führen.